# 6210 Hyunseop
6210 Hyunseop eller 1991 AX1 är en asteroid i huvudbältet som upptäcktes den 14 januari 1991 av de båda japanska astronomerna Kazuro Watanabe och Masanori Matsuyama vid Kushiro-observatoriet. Den är uppkallad efter diplomaten Seo Hyun-seop.
Asteroiden har en diameter på ungefär 8 kilometer och den tillhör asteroidgruppen Koronis.